# Камбрия, Аделе
Аделе Камбрия (итал. Adele Cambria; 12 июля 1931, Реджо-ди-Калабрия — 5 ноября 2015, Рим) — итальянская журналистка, актриса и писательница.

## Биография
Аделе занимала значимое место в итальянской культуре до, во время и после движения 1968 года вместе с Камиллой Седерной и Орианой Фаллачи. Журналистка была приближена к прогрессивным левым и к Транснациональной радикальной партии (Италия) под руководством Марко Паннеллы. Камбрия была сторонницей и участницей феминистского движения. Аделе сотрудничала с газетами и журналами, и опубликовала несколько книг. Она закончила юридический факультет Мессинского университета.
Аделе начала заниматься журналистикой в 1956 году после переезда в Рим, где и будет жить и трудиться до смерти. 18 декабря 1961 года Аделе знакомится с Анной Ахматовой, которая уже какое-то время пребывает в Риме. После знакомства, 20 декабря Камбрия публикует статью про Анну Ахматову в газете «Il Mondo» под названием «Арсенал Любви» (Arsenale d’amore).
Камбрия также является автором многих сценариев и пьес, предназначенных для театра. Журналистка была основателем Театра Ла Маддалена в Риме вместе с Дачией Мараини. Аделе также связывали дружеские отношения с Пьером Паоло Пазолини, и она даже снялась в некоторых его фильмах.
Аделе была директором ежедневной газеты «Борьба продолжается», вносила огромный вклад в развитие газеты, но не затрагивала политическую сферу, опасаясь, что газету запретят к публикации. Однако в 1972 году она была предана суду (позже оправдана) за статью об убийстве Луиджи Калабрези. После инцидента Камбрия ушла из-за того, что не разделяла идеалы и ценности газеты. В последующие годы она присоединилась к Итальянской социалистической партии.

## Журналистика
Камбрия впервые начала свою журналистскую деятельность в 1956 году. Аделе тогда писала для газеты «Il Giorno», когда её только основал Гаэтано Бальдаччи. Далее она сотрудничала с «Il Mondo» и Марио Паннунцио, а затем вернулась, чтобы писать для «Il Giorno» с 1985 по 1997 год.
Сотрудничала со следующими изданиями:
- Paese sera
- La Stampa
- Il Messaggero
- L’Espresso
- L’Europeo
- Il Giorno
- Il Diario della settimana
- Il Domani della Calabria (2000—2002)
- L’Unità (с 2003)
- Effe (руководитель журнала в 1970-х)
- Noi donne (сооснователь, 1969—1999)

## Телевидение
Аделе работала с RAI («Итальянское радио и телевидение») с 1963 года.
В период с 2000 по 2003 год журналистка достигла отметки в 39 передач для RaiSat в программе «E la Tv non-creò la donna». Затем Камбрия выступила в Trittico meridionale, трех передачах на юге Италии, посвященных Эрнесто де Мартино (La terra del rimorso), Марии Окчипинти (La rivolta dei non-si-parte) и Реджо-Калабрии (Dalla rivolta al Professor).
В 2003 году Аделе стала участницей пилотной серии телесериала, посвященного истории сплетен на RaiSat. С 2011 года она стала участницей ток-шоу Le invasioni barbariche на La7.

## Литературные произведения
- Мария Хосе (Лонганези, биография и неотредактированные дневники последней королевы Италии, 1966)
- Допо Дидон (Cooperativa Prove 10, роман, 1974)
- Amore come rivoluzione — La risposta alle lettere dal carcere di Antonio Gramsci (Шугарко, письма трех сестер Шухт, младшая из которых, Джулия, была замужем за Грамши; 1976)
- В принципиальную эпоху Маркса (Sugarco, 1978)
- Il Lenin delle donne (Мастрогиакомо, 1981)
- L’Italia segreta delle donne (Newton Compton Editori, 1984)
- Nudo di donna con rovine (Pellicanolibri), романсо, 1984)
- L’amore è cieco (Stampa Alternativa[англ.], рассказы, 1995)
- Tu volevi un figlio carabiniere (Stampa Alternativa, написанная с сыном Лучано Валли, 1997)
- Изабелла. La triste storia di Isabella di Morra (Осанна Веноза, 1997)
- Storia d’amore e schiavitù (Марсилио, 2000, финалист премии имени Эльзы Моранте и в Città di Scalea; в конкурсе на приз Strega, седьмое место[9])
- Nove dimissioni e mezzo (Donzelli Editore[англ.], 2010)
- Стамбул. Il doppio viaggio , Donzelli Editore, 2012).
- In viaggio con la Zia (Città del Sole edizioni[англ.], декабрь 2012 г.)

## Театр
- Nonostante Gramsci (rappresentato in prima nazionale al Teatro della Maddalena 25 мая 1975 г.)
- In Principio эпохи Маркса — La moglie e la fedele Governante (Prima italiana al Teatro Bellini di Napoli, 1980, Premio Fondi La Pastora, 1979)
- La regina dei cartoni (1985—2001, представленный итальянским институтом культуры Лос-Анджелеса в театральном колледже «Isabella Morra»)

Режиссёр:
- Di madre in madre, Музи Эпифани и Франческа Панса, Театр La Maddalena, Рим, 1978.

## Фильмография
- Аккаттоне, Пьер Па́оло Пазоли́ни (1961)
- Разговоры о любви, Пьер Па́оло Пазоли́ни (1965)
- Теорема, Пьер Па́оло Пазоли́ни (1968)
- Тереза — воровка, Карло ди Пальма (1973)

## Премии
- Получила журналистскую премию «Коррадо Альваро» за свою карьеру (2008 г.).
- Премия Letterario, города Пальми, 2011 г.
- Ottobre in Poesia, получила «поэтический ключ» от города (2012).